# Inquietudine (film 1946)
Inquietudine è un film italiano del 1946 diretto da Vittorio Carpignano ed Emilio Cordero.